# Norwegian Rock
Der Norwegian Rock (wörtlich aus dem Englischen übersetzt Norwegischer Felsen) ist ein vom Meer überspülter Rifffelsen im Archipel der Heard und McDonaldinseln im südlichen Indischen Ozean. Er liegt 1,9 km südöstlich des West Cape in der Einfahrt zur West Bay der Insel Heard.
Der Name des Felsen erscheint erstmals in einer Ergänzung zum Navigationsalmanach The Anarctic Pilot der britischen Admiralität aus dem Jahr 1930. Wahrscheinlich sollte mit der Benennung an die Tätigkeiten norwegischer Walfänger in diesem Gebiet zu jener Zeit erinnert werden. Das Antarctic Names Committee of Australia bestätigte die Benennung im Jahr 1954.